# 弘前天満宮
天満宮（てんまんぐう）は青森県弘前市西茂森、西方岩木山に相対し眼下に先達ヶ渕を見下ろす景勝地に鎮座する神社（天満宮）。地名を冠して弘前天満宮（ひろさきてんまんぐう）とも称される。旧村社。

## 祭神
菅原道真朝臣命（すがわらのみちざねのあそみのみこと）を祀るが、神体は下述する大行院において代神として祀られていた天満宮のものに同院本尊の文珠菩薩と､種里城に拠った大浦家（後の津軽家）の先祖が祀っていた舘神「天神さま」を併せ祀るという｡

## 歴史
前身は長永寺松峰山大行院という修験道当山派の寺院で、『弘藩明治一統誌』では天満宮自体は元禄2年（1689年）に植田村（現弘前市愛宕）の橋雲寺に弘前藩4代藩主津軽信政の生母久祥院によって寄進されたのが創まりで、明治3年（1870年）に大行院が廃されるに際して橋雲寺から遷したもので、一説には大行院廃寺に伴い同院境内に鎮座した若木（わかき）神社を天満宮としたものともされているが、慶長15年（1610年）に弘前城に遷され､ 更に信政の命で橋雲寺に遷された天満宮であるとも伝える。なお、大行院は藩政時代に当山派または大峰派の津軽藩における司頭（藩内同派寺院の支配頭）で後に羽黒派司頭も兼ねていたが、当神社社伝に拠れば菅原家の未裔珍重丸から12代目の後胤にあたる永尊（栄尊とも）が慶長3年 （1598年）に津軽為信（後の初代弘前藩主）の招きに応じて京から津軽に来住して大根子村（現田舎館村大根子）に祈願所として仮堂を開創したのが創めであって、翌4年2月に八幡村（現弘前市八幡町）へ移転すると共に寺禄30石を与えられ、寛永2年（1625年）に新寺町へ移転後、宝暦4年（1754年）に報恩寺の造営に際して津軽藩薬草院のあった現在地に三遷したものといい、或いは慶長17年（1612年）に開創されたものともいう。
上述の様に『弘藩明治一統誌』は明治3年に大行院が廃寺となって天満宮となったとしているが、『新選陸奥国誌』（明治9年）には明治4年（1871年）に大行院が修験道を廃して神道専一の菅原神社に変じ、時の院主宇庭（うにわ）光海（第10代院主）は還俗して祠掌（後の宮司に相当）に転じ、相殿に少彦名神を祀る若木神社を配したとし、明治9年段階では「本社は造営中に付、祭神相殿神共に祠務か座布に遷」されていたとしている。

## 文化財
（件名後の括弧内は指定の種別と年月日）
- 枝垂れ桜（青森県指定天然記念物、平成10年（1998年）4月22日）

樹高11メートル、幹周2.6メートルの枝垂桜。藩政期の大行院時代の名残から「大行院のシダレザクラ」と呼ばれることもあり、地域住民には古くから信仰の対象とされたらしく傍らには麻疹の平癒に利益があるという祠が祀られる。大正9年（1920年）に東京朝日新聞が100本を選定した「全国大桜番付」の中に「弘前の枝垂桜」として18番目に番付され、当時は幹囲3丈（約9メートル）、樹高4丈（同12メートル）と記録されており、9メートルの幹周だと樹齢は500年以上、700年から800年と推定されるので、大正9年時点で樹齢500年以上を経た県内最古の1本と考えられるが、昭和前半期（20世紀前葉）に樹勢が衰弱したといわれ、幹の北半分は往時のままの姿を誇っているものの大半は失われている。